# Глаголски придев трпни
Глаголски придев трпни, или пасивни партицип, неличан је глаголски облик који означава да се на некоме или нечему врши, или се (из)вршила нека радња. Другим речима, описује да неко или нешто трпи вршење радње. Као и остали пасивни облици глагола, може постојати само код прелазних глагола.
Попут осталих глаголских облика, глаголски придев трпни може бити свршеног и несвршеног вида, може бити повратан или неповратан, а у реченици може имати објекат и адвербијал као допуне. Глаголски придев трпни (и остали партиципи) могу означавати прошло и садашње време, али не могу означавати будуће време.
Трпни глаголски придев служи за грађење пасива, а може имати и атрибутивну функцију уз именице. У неким језицима, трпни глаголски придев може имати предикативну и полупредикативну функцију, као и функцију издвојеног атрибута.

## Глаголског придев трпни у српском језику
Трпни глаголски придев, један од описних глагола, у српском језику има посебне облике за сва три рода у једнини и множини. Мења се по падежима, налик придевима са непалаталним завршетком. У ретким случајевима глаголски придев трпни гради се од повратног глагола (нпр. заљубљен од заљубити се). У српском језику не постоји трпни глаголски придев садашњег времена, већ само прошлог. Глаголски придев трпни се ретко употребљава у говорном језику, док се често може уочити у писаном језику (научном, пословном, публицистичком) .
Глаголски придев трпни гради се од инфинитивне или презентске глаголске основе и посебних наставака. Тип наставака зависи од типа инфинитивне основе, уз ретке изузетке. Наставци за грађење глаголског придева трпног су:
1. -н, -на, -но, -ни, -не, -на;
2. -ен, -ена, -ено, -ени, -ене, -ена;
3. -вен, -вена, -вено, -вени, -вене, -вена;
4. -т, -та, -то, -ти, -те, -та.

### Наставак -н
Код глагола чији се инфинитив завршава на -ати, а инфинитивна основа на -а, глаголски придев трпни гради се додавањем наставка -н.
Примери:
- нацрта-ти > нацрта + -н > нацртан (нацртана, нацртано, нацртани, нацртане, нацртана)
- прочита-ти > прочита + -н > прочитан (прочитана, прочитано, прочитани, прочитане, прочитана)
- позва-ти > позва + -н > позван (позвана, позвано, позвани, позване, позвана)

### Наставак -ен
Код глагола чији се инфинитив завршава на -сти, а презентска основа на -с, -з, -д, -т или -б, трпни глаголски придев настаје додавањем наставка -ен на презентску основу.
Примери:
- потрести (ист. по-трес-ти) > потрес + -ен > потресен (потресена, потресено, потресени, потресене, потресеена)
- загристи (ист. за-гриз-ти) > загриз + -ен > загризен (загризена, загризено, загризени, загризене, загризена)
- пробости (ист. про-бод-ти) > пробод + -ен > прободен (прободена, прободено, прободени, прободене, прободена)
- прести (ист. пред-ти) > пред + -ен > преден (предена, предено, предени, предене, предена)
- плести (ист. плет-ти) > плет + -ен > плетен (плетена, плетено, плетени, плетене, плетена)
- грепсти (ист. греб-сти) > греб + -ен > гребен (гребена, гребено, гребени, гребене, гребена)

Код глагола чији се инфинитив завршава на -ћи, а сугласник којим се презентска основа завршава подлеже палатализацији, трпни глаголски придев настаје додавањем наставка -ен на презентску основу.
Примери:
- испећи > испеч + -ен > испечен (испечена, испечено, испечени, испечене, испечена)
- затећи > затеч + -ен > затечен (затечена, затечено, затечени, затечене, затечена)
- рећи > реч + -ен > речен (pечена, pечено, pечени, pечене, pечена)
- жећи > жеж + -ен > жежен (жежена, жежено, жежени, жежене, жежена)
- врћи > врш + -ен > вршен (вршена, вршено, вршени, вршене, вршена)

Код свршених глагола чији се инфинитив завршава на -ити, презентска основа на -иј, а несвршени парњак се не завршава на -ивати, трпни глаголски придев настаје додавањем наставка -ен на презентску основу.
Пример:
- разбити > разбиј + -ен > разбијен (разбијена, разбијено, разбијени, разбијене, разбијена)

Код глагола чији се инфинитив завршава на -ити или -ети, а прво лице презента на -им, трпни глаголски придев настаје додавањем наставка -ен на презентску основу. Ако се презентска основа завршава непалаталним сугласником, долази до јотовања.
Примери:
- уплашити > уплаш + ен > уплашен (уплашена, уплашено, уплашени, уплашене, уплашена)
- населити > насел + ј + ен > насељен (насељена, насељено, насељени, насељене, насељена)
- очистити > очист + ј + ен > очишћен (очишћена, очишћено, очишћени, очишћене, очишћена)
- љубити > љуб + ј + ен > љубљен (љубљена, љубљено, љубљени, љубљене, љубљена)

### Наставак -вен
Код свршених глагола чији се инфинитив завршава на -ити, презентска основа на -иј, а несвршени парњак се завршава на -ивати, глаголски придев трпни настаје додавањем наставка -вен на инфинитивну основу.
Примери:
- заши-ти > заши + -вен > зашивен (зашивена, зашивено, зашивени, зашивене, зашивена)
- проли-ти > проли + -вен > проливен (проливена, проливено, проливени, проливене, проливена)

Код глагола чији се инфинитив завршава на -ути, код којих се презентска основа не завршава на -н, глаголски придев трпни настаје додавањем наставка -вен на инфинитивну основу.
Пример:
- надути > наду + -вен > надувен (надувена, надувено, надувени, надувене, надувена)

Код неких глагола на -ети, углавном неправилних, глаголски придев трпни настаје додавањем наставка -вен на инфинитивну основу.
Примери:
- млети > мле + –вен > млевен (млевена, млевено, млевени, млевене, млевена)
- снабдети > снабде + -вен > снабдевен (снабдевена, снабдевено, снабдевени, снабдевене, снабдевена)
- жети > жње + -вен > жњевен (жњевена, жњевено, жњевени, жњевене, жњевена); али се среће и жет
- сатрти > сатр + -вен > сатрвен (сатрвена, сатрвено, сатрвени, сатрвене, сатрвена); али се среће и облик сатрт

### Наставак -т
Код глагола чија се инфинитивна основа завршава на -нути или -сути, глаголски придев трпни настаје додавањем наставка -т на инфинитивну основу.
Пример:
- надахнути > надахну + -т > надахнут (надахнута, надахнуто, надахнути, надахнуте, надахнута)
- просути > просу + -т > просут (просута, просуто, просути, просуте, просута)

Код глагола чија се инфинитивна основа завршава на -нати, глаголски придев трпни настаје додавањем наставка -т на инфинитивну основу.
Пример:
- признати > призна + -т > признат (призната, признато, признати, признате, призната)

Код глагола чији се инфинитив завршава на -ети, а презентска основа је проширена гласом -м или -н, глаголски придев трпни настаје додавањем наставка -т на инфинитивну основу.
Примери:
- узети > узе + -т > узет (узета, узето, узети, узете, узета)
- проклети > прокле + -т > проклет (проклета, проклето, проклети, проклете, проклета)

Код глагола са слоготворним р у инфинитивној основи, глаголски придев трпни настаје додавањем наставка -т на инфинитивну основу.
- застрти > застр + -т > застрт (застрта, застрто, застрти, застрте, застрта)

### Изузеци
Поједини глаголи могу имати два облика трпног придева.
- жети: жњевен и жет
- сатрти: сатрвен и сатрт
- дати: дат и дан (и префиксалне изведенице: продат и продан, предат и предан, издат и издан...)
- добити: добијен и добивен
- донети: донесен и донет